# Metachirus aritanai
Metachirus aritanai ist eine Beutelrattenart aus der Gattung der Nacktschwanzbeutelratten, die im östlichen Amazonasbecken vorkommt. Das Verbreitungsgebiet liegt zwischen dem Amazonas im Norden, dem Rio Xingu im Westen und dem Rio Tocantins im Osten. Die Südgrenze des Verbreitungsgebietes ist nicht bekannt. Die Beutelrattenart wurde erst 2023 als eigenständige Art beschrieben. Vorher wurde die heute der neuen Art zugeordnete Population zu Metachirus nudicaudatus gezählt. Metachirus aritanai wurde zu Ehren von Aritana Yawalapiti, einem 2020 verstorbenen Kaziken der Yawalapiti aus der oberen Xinguregion, benannt.

## Merkmale
Metachirus aritanai ist eine relativ große Beutelrattenart und erreicht eine Kopf-Rumpf-Länge von 24 bis 27,5 Zentimeter und ein durchschnittliches Gewicht von 380 Gramm. Das Fell ist hellbraun mit eingesprenkelten goldgelben Haaren auf dem Rücken. Oberhalb der Augen befindet sich je ein cremefarbener weißer Fleck. Auch die Wangen sind cremefarben. Das übrige Fell des Kopfes ist wie der Rücken hellbraun und goldgelb gesprenkelt. Die Ohren sind braun. Ein dunkler Streifen entlang der Rückenmitte ist nicht vorhanden. Entlang der Mitte der Kopfoberseite bis zum Nacken verläuft dagegen ein schmaler, schwärzlicher Strich. Der Bauch ist cremefarben. Verglichen mit den beiden anderen Arten der Nacktschwanzbeutelratten ist der Augenabstand relativ groß und der Schädel ist höher und breiter. Der Schwanz ist länger als die Kopf-Rumpf-Länge. Seine Oberseite ist hell- bis dunkelbraun, wobei die Intensität der Färbung nach hinten immer geringer wird. Die Schwanzunterseite ist nicht pigmentiert. Der Schwanz ist mit unregelmäßig angeordneten Schuppen und die Schwanzbasis ist mit 5 bis 10 mm langen Haaren bedeckt. Vorder- und Hinterpfoten sind auf ihrer Oberseite mit cremefarbenen Haaren bedeckt. Die Weibchen von Metachirus aritanai haben keinen Beutel, stattdessen am Bauch neun frei liegende Zitzen, eine in der Mitte und jeweils vier rechts und links.